# 15988 Parini
15988 Parini è un asteroide della fascia principale. Scoperto nel 1998, presenta un'orbita caratterizzata da un semiasse maggiore pari a 2,2679153 au e da un'eccentricità di 0,1770147, inclinata di 5,42666° rispetto all'eclittica.
L'asteroide è dedicato all'astronomo amatoriale paraguiano Eduardo Parini.